# Nyőgér
Nyőgér (németül: Nieger) község Vas vármegyében, a Sárvári járásban.

## Fekvése

### Megközelítése
A településen, annak főutcájaként a 8439-es út húzódik végig, nagyjából délnyugat-északkeleti irányban; ezen érhető el a déli szomszédságában fekvő települések, Kám és Bejcgyertyános, illetve észak felől Sárvár-Sótony felől is. Az ország távolabbi részei felől a 8-as vagy a 834-es főutak érintésével közelíthető meg. Vasútvonal nem érinti.

## Története
A 351 lakosú, soros beépítésű, szalagtelkes település nevét a nyögéreknek nevezett török eredetű népcsoportról eredeztetik. Első okleveles említése 1390-ből maradt fenn Newger alakban, de már jóval korábban települt lehetett.
1390-ben a Kanizsai család kapta Sárvár várának tartozékaként. A következő században egy ideig Ozorai Pipó is birtokolta, de korábbi tulajdonosaik csere útján visszaszerezték. Kanizsai Dorottyával kötött házassága révén Nádasdy Tamás tulajdonába került. 1677-ben négy telket a sárvári huszárok ellátására adtak át. Egy ideig Sárvár sorsát követve birtokosa lett az Inkey és a Szily család. A 20. század első felében Grünwald József volt a legnagyobb birtokos.
Nyőgér a 16. században társközsége a közeli Sótonynak, amelyet bizonyít, hogy 1521-ben a két falunak közös bírója volt. Az ezt követő időkben több támadás is érte, mert többször írtak össze elhagyott illetve puszta telkeket. 1629-ben pusztaként tartották számon. Már korán kénytelenek voltak hódolni a törököknek, először Budára, majd Segesdre, később Kanizsára vitték adójukat.
A környező dombokon folyó szőlőművelésről már a 16. század végéről maradt fenn adat, akkor 19 birtokos volt. 1744-ben a falubeliek 62 kapás, a 21 máshol lakó 51 kapás szőlőt művelt.
A Nádasdy család hatására itt is elterjedt a XVI. század második felében a reformáció. Evangélikus anyagyülekezet lett, Sótony és Bejc tartozott hozzá. A földesúr katolikus hitre térésekor elvette a protestánsoktól a templomot, ami az 1662. évi országgyűlés sérelmei közé is bekerült.

## Közélete

### Polgármesterei
- 1990–1994: Nagy Károly (független)[3]
- 1994–1998: Nagy Károly (független)[4]
- 1998–2002: Nagy Károly (független)[5]
- 2002–2006: Nagy Károly (független)[6]
- 2006–2010: Nagy Károly (független)[7]
- 2010–2014: Nagy Károly (független)[8]
- 2014–2019: Nagy Károly (független)[9]
- 2019–2024: Nagy Károly (független)[10]
- 2024– : Nagy Károly (független)[1]

## Népesség
A település népességének változása:
| Lakosok száma | 328  | 319  | 325  | 348  | 326  | 326  | 334  |
|               | 2013 | 2014 | 2015 | 2021 | 2022 | 2023 | 2024 |

A 2011-es népszámlálás során a lakosok 90,4%-a magyarnak, 0,6% németnek mondta magát (9,6% nem nyilatkozott; a kettős identitások miatt a végösszeg nagyobb lehet 100%-nál). A vallási megoszlás a következő volt: római katolikus 80,7%, református 2,2%, evangélikus 0,3%, felekezet nélküli 4,3% (12,4% nem nyilatkozott).
2022-ben a lakosság 92,9%-a vallotta magát magyarnak, 0,6% németnek, 1,8% egyéb, nem hazai nemzetiségűnek (7,1% nem nyilatkozott; a kettős identitások miatt a végösszeg nagyobb lehet 100%-nál). Vallásuk szerint 67,2% volt római katolikus, 0,6% református, 0,3% evangélikus, 0,3% görög katolikus, 0,9% egyéb katolikus, 4,6% felekezeten kívüli (26,1% nem válaszolt).

## Nevezetességei
- Szent Imre római katolikus templom
- Hóvirág-forrás

## Híres emberek
- Itt született Tóth János (1804–1887) bölcseleti doktor, királyi tanácsos, piarista pap, kormánytanácsos és népiskolai felügyelő.
- Itt élt Königmayer Károly (1818–1892) pap, országgyűlési képviselő.
- Itt élt Seregély István (1931–2018) magyar katolikus pap, egri érsek.
- Itt született Németh József (1934–2023) múzeumigazgató, irodalomtörténész, Zalaegerszeg díszpolgára.
- Itt élt Márfi Gyula (1943–) magyar katolikus pap, veszprémi érsek.
- Itt született Joó József (1948–2021) népművelő-könyvtáros, író, újságíró.
- Itt született Pallósiné Toldi Márta (1949–) könyvtár igazgató, szociológus.